# Arvid Strömberg
Arvid Erik Strömberg, född 30 juni 1991, är en svensk före detta professionell ishockeyspelare. 
Arvid Strömberg moderklubb var Stocksunds IF där han spelade 2006/2007 i Serien J18 Elit Östra. 2007/2008 började hans karriär i Djurgårdens IF. Hans debut i Elitserien kom säsongen 2009/2010 då han gjorde en match. Säsongen 2011/2012 spelade han med KRIF Hockey och VIK Västerås HK.
Strömberg tvingades avsluta sin karriär innan säsongen 2012/2013 startade på grund av hjärnskakningsproblem.